# Sphecozone fastibilis
Sphecozone fastibilis är en spindelart som först beskrevs av Eugen von Keyserling 1886.  Sphecozone fastibilis ingår i släktet Sphecozone och familjen täckvävarspindlar. Inga underarter finns listade i Catalogue of Life.